# Palaemon (Eupalaemon) sundaicus
Palaemon (Eupalaemon) sundaicus is een garnalensoort uit de familie van de Palaemonidae.